# Distrito Escolar Unificado Rim of the World
El Distrito Escolar Unificado Rim of the World (Rim of the World Unified School District) es un distrito escolar en California. Tiene su sede en Blue Jay, un área no incorporada en el Condado de San Bernardino, California.

## Escuelas

### Escuelas secundarias
- Rim of the World High School
- Mountain High School (escuela alternativa)
- Mary Putnam Henck Intermediate School

### Escuelas primarias
- Charles Hoffman Elementary School
- Grandview Elementary School
- Lake Arrowhead Elementary School